# (57) Mnémosyne
Pour les articles homonymes, voir Mnémosyne (homonymie).
(57) Mnémosyne (désignation internationale (57) Mnemosyne) est un astéroïde de la ceinture principale découvert par Robert Luther le 22 septembre 1859.
Cet astéroïde est nommé d'après Mnémosyne, Titanide, fille d'Ouranos (le Ciel) et de Gaïa (la Terre). Elle est la déesse de la Mémoire.